# Van Andel Arena
Pour les articles homonymes, voir Van Andel.
La Van Andel Arena est une arène omnisports située à Grand Rapids dans le Michigan. 
Ses locataires sont les Griffins de Grand Rapids de la Ligue américaine de hockey et les Gold de Grand Rapids de la NBA Gatorade League. Avant 2003 les Hoops de Grand Rapids de la Continental Basketball Association y jouaient leurs matches à domicile. Avant 2009 les Rampage de Grand Rapids de l'Arena Football League y jouaient leurs matches à domicile. Sa capacité est de 10 834 places dont 9 886 sièges fixes et 1 298 escamotables, ainsi que 44 suites de luxe.

## Histoire
La Van Andel Arena fut inaugurée le 8 octobre 1996 et coûta 75 millions de dollars américains.

## Événements
- Match des étoiles de la Ligue américaine de hockey, 9 février 2004
- Concert Mötley Crüe (Carnival of Sins Live), 27 avril 2005
- WWE RAW, 8 octobre 2007